# 고조용
고조용(高照容, 469년? ~ 496년)은 효문제의 후궁이자 선무제의 생모로서 이후 황후로 추존되었다.

## 참고 자료
- 『魏書』巻13 列伝第1
- 『北史』巻13 列伝第1
- 魏文昭皇太后山陵誌銘（高照容墓誌）